# Xanopticon
Xanopticon is de artiestennaam van muzikant Ryan Friedrich. Hij maakt sinds 2000 elektronische muziek, waaronder Breakcore, IDM en ambient. Zijn werk werd uitgegeven door onder andere Hymen Records en Peace Off.

## Discografie

### Albums
- Novus Ordo Seculorum with Eiterherd (2001)
- Liminal Space (2003)

### Ep's
- [edit] EPsAzif (2002)
- Même Mage (2003)
- Psicicite (2006)
- Alembic (2007)
- The Silver Key EP (2007)
- [edit] Singles$ Vol. 10 with Kid606 (2002)